# 안준수
안준수(安俊洙, 1998년 1월 28일 ~ )은 대한민국의 축구 선수로 포지션은 골키퍼이며 현재 K리그1 수원 FC 소속이다.

## 클럽 경력

### 세레소 오사카
2016년 여름 이적 시장을 통해 김진현의 소속팀이자 일본 J1리그의 세레소 오사카에 입단하며 18세의 어린 나이에 프로 전격 입문을 알렸으나 당시 1군에서 뛰기에는 나이도 어리고 경험이 부족했던 탓에 입단 이후에는 줄곧 U-23팀에서 활동했다.

### 가고시마 유나이티드
2017 시즌을 마친 뒤 일본 J3리그의 가고시마 유나이티드로 임대 이적을 떠난 이후 2019 시즌까지 가고시마의 주전 골키퍼로 활약하며 J3리그 2018 준우승 및 차기 시즌 J2리그 승격에 이바지했으나 J2리그 2019에서 21위로 1시즌만의 J3리그 재강등을 확정지으며 2020 시즌을 앞두고 세레소 오사카로 복귀했다.

### 부산 아이파크
2020 시즌 세레소 오사카 1군팀에서 김진현의 백업 골키퍼로 활동하다가 2021 시즌을 앞두고 세레소 오사카의 오피셜을 통해 K리그2의 부산 아이파크 이적을 확정지으며 프로 데뷔 5년만에 국내로 돌아왔고 2021 시즌에서는 공식전 16경기 24실점 2클린시트를 기록했으며 2022 시즌에서도 부산 아이파크의 주전 골키퍼로 맹활약했다.

### 전남 드래곤즈
2023 시즌에서도 부산 아이파크의 주전 골키퍼로 활약하던 중 6월 23일 미드필더 전승민과의 트레이드를 통해 부산 아이파크를 떠나 전남 드래곤즈 유니폼으로 갈아입었다.

### 수원 FC
2024년 1월 5일 수원 FC 이적이 공식 발표되며 K리그1 데뷔하게 됐다.
1라운드 인천 원정 경기에서 선발 출전해 안정적인 캐칭과 빌드업, 무고사의 중거리슛 선방 등 활약으로 클린시트를 기록했고, 라운드 베스트11에 선정되었다. 2025 시즌 5라운드 울산과의 홈경기에서 상대의 페널티킥을 발로 막아내는 선방을 펼치며 분전했고, 팀은 1 – 1 무승부를 기록했다. 16라운드 제주와의 홈경기에서도 박동진의 페널티킥을 막아냈지만, 팀은 0 – 1로 패배했다.

## 국가대표팀 경력

### 대한민국 U-17
U-17 대표팀의 일원으로 2014년 AFC U-16 챔피언십에 참가하여 팀의 준우승과 함께 6년만의 U-17 월드컵 본선행에 기여했고 2015년 FIFA U-17 월드컵 본선에도 3경기에 출전했지만 팀은 16강전에서 벨기에에 0-2로 패하며 8강 진출에 실패했다.

### 대한민국 U-20
U-20 대표팀 소속으로 자국에서 열린 2017년 FIFA U-20 월드컵 최종 엔트리에 합류했으나 팀은 16강에서 강호 포르투갈에 1-3으로 완패를 당하면서 4년만의 8강 진출 문턱에서 고배를 마셨다.

### 대한민국 U-23
2019년 3월 프놈펜 올림픽 스타디움에서 열린 2020년 AFC U-23 챔피언십 예선 H조 3경기 중 개최국 캄보디아와의 2차전과 호주와의 최종전에 연이어 선발로 출전했다.
이후 이듬해에 태국에서 열린 2020년 AFC U-23 챔피언십 본선 엔트리에 합류했음에도 불구하고 주전 골키퍼 송범근이 중국과의 C조 조별리그 1차전부터 사우디아라비아와의 결승전까지 풀타임을 소화하면서 1경기도 출전하지 못했으나 팀의 사상 첫 U-23 아시안컵 우승과 9회 연속 올림픽 본선 진출의 기쁨을 함께 맛보며 출전 불발의 아쉬움을 조금이나마 달랬다.
그 후 2021년 6월말에 발표된 2020년 하계 올림픽 18인 최종 엔트리에 합류한 뒤 같은 해 7월에 열린 2008년 하계 올림픽 챔피언 아르헨티나와의 친선전에 선발로 출격하여 2-2 무승부에 일조했고 그로부터 1달 후에 열린 2020년 하계 올림픽에 백업 골키퍼로 출전했으나 팀은 8강에서 2012년 하계 올림픽 챔피언이자 북중미의 강호 멕시코에 3-6으로 대패를 당하며 9년만의 올림픽 준결승 문턱에서 좌절을 맛보았다.

## 수상

### 클럽
가고시마 유나이티드
- J3리그 : 준우승 (2018)

### 국가대표팀
대한민국 U-17
- AFC U-17 아시안컵 : 준우승 (2014)

대한민국 U-23
- AFC U-23 아시안컵 : 우승 (2020)